# Air Force Area
Air Force Area es una ciudad censal situada en el distrito de Gorakhpur en el estado de Uttar Pradesh (India). Su población es de 14391 habitantes (2011). 

## Demografía
Según el censo de 2011 la población de Air Force Area era de 4581 habitantes, de los cuales 2714 eran hombres y 1867 eran mujeres. Air Force Area tiene una tasa media de alfabetización del 93;41%, superior a la media estatal del 67,68%: la alfabetización masculina es del 96,44%, y la alfabetización femenina del 88.95%.